# Miki Imai (Sängerin)
Miki Imai (jap. 今井 美樹 Imai Miki; * 14. April 1963 in Takanabe, Miyazaki) ist eine japanische J-Pop-Sängerin und Filmschauspielerin.

## Leben
Miki Imai wurde in ihrer Jugend von den Jazzplatten ihres Vaters geprägt. Sie zog Anfang der 1980er Jahre nach Tokio und wurde dort als Model und für TV-Auftritte entdeckt. Einige Jahre wirkte sie in TV-Serien und Fernsehfilmen mit. 1986 erschien ihr Debütalbum, dem jedes Jahr ein neues folgte. Ihre Hauptbeschäftigung wurde die Musik, sie hat aber noch vereinzelt Auftritte als Schauspielerin. 1991 synchronisierte sie die Hauptfigur der „Taeko Kajima“ im Anime-Film Tränen der Erinnerung – Only Yesterday.

## Privatleben
Sie ist seit 1999 mit Tomoyasu Hotei, einem bekannten japanischen Musiker, verheiratet.

## Diskografie

### Alben
| Jahr | Titel                                                                        | Höchstplatzierung, Gesamtwochen, AuszeichnungChartsChartplatzierungen (Jahr, Titel, Platzierungen, Wochen, Auszeichnungen, Anmerkungen) | Anmerkungen                              |
| Jahr | Titel                                                                        | JP | Anmerkungen                              |
| ---- | ---------------------------------------------------------------------------- | --- | ---------------------------------------- |
| 1986 | Femme                                                                        | — | Erstveröffentlichung: 5. Dezember 1986   |
| 1987 | Elfin                                                                        | JP5 (41 Wo.)JP | Erstveröffentlichung: 21. September 1987 |
| 1988 | Bewith                                                                       | JP1 (23 Wo.)JP | Erstveröffentlichung: 21. Juni 1988      |
| 1988 | Fiesta                                                                       | JP6 (12 Wo.)JP | Erstveröffentlichung: 7. Dezember 1988   |
| 1989 | Mocha                                                                        | JP5 Gold · (14 Wo.)JP | Erstveröffentlichung: 21. Juni 1989      |
| 1989 | Ivory                                                                        | JP5 ×3Dreifachplatin · (115 Wo.)JP | Erstveröffentlichung: 6. Dezember 1989   |
| 1990 | Retour                                                                       | JP2 ×2Doppelplatin · (30 Wo.)JP | Erstveröffentlichung: 29. August 1990    |
| 1991 | Lluvia                                                                       | JP1 ×2Doppelplatin · (30 Wo.)JP | Erstveröffentlichung: 7. September 1991  |
| 1992 | Flow into Space                                                              | JP1 ×2Doppelplatin · (14 Wo.)JP | Erstveröffentlichung: 23. Dezember 1992  |
| 1993 | Ivory II                                                                     | JP1 Diamant · (29 Wo.)JP | Erstveröffentlichung: 10. November 1993  |
| 1993 | Flow into Space Live ’93                                                     | JP16 (8 Wo.)JP | Erstveröffentlichung: 17. Dezember 1993  |
| 1994 | A Place in the Sun                                                           | JP2 ×2Doppelplatin · (12 Wo.)JP | Erstveröffentlichung: 2. September 1994  |
| 1995 | A Place in the Sun Live                                                      | JP5 (7 Wo.)JP | Erstveröffentlichung: 5. April 1995      |
| 1995 | Love Of My Life                                                              | JP2 Platin · (14 Wo.)JP | Erstveröffentlichung: 28. Juli 1995      |
| 1996 | Thank You                                                                    | JP3 Gold · (9 Wo.)JP | Erstveröffentlichung: 21. Juni 1996      |
| 1997 | Pride                                                                        | JP2 ×3Dreifachplatin · (19 Wo.)JP | Erstveröffentlichung: 16. Juli 1997      |
| 1998 | "Moment" Pride-Live                                                          | JP9 Gold · (9 Wo.)JP | Erstveröffentlichung: 25. März 1998      |
| 1998 | Imai Miki from 1986                                                          | JP6 Platin · (13 Wo.)JP | Erstveröffentlichung: 1. Juli 1998       |
| 1998 | Mirai                                                                        | JP10 Platin · (13 Wo.)JP | Erstveröffentlichung: 26. November 1998  |
| 2000 | Blooming Ivory                                                               | JP4 Gold · (10 Wo.)JP | Erstveröffentlichung: 14. April 2000     |
| 2000 | Taiyō to Heminguuei                                                          | JP2 Gold · (9 Wo.)JP | Erstveröffentlichung: 23. August 2000    |
| 2001 | Imai Miki Tour 2000 in Club Hemingway                                        | JP47 (2 Wo.)JP | Erstveröffentlichung: 21. Februar 2001   |
| 2001 | Aqua                                                                         | JP5 (7 Wo.)JP | Erstveröffentlichung: 22. August 2001    |
| 2002 | Goodbye Yesterday – The Best of Miki Imai                                    | JP27 (5 Wo.)JP | Erstveröffentlichung: 24. April 2002     |
| 2002 | Pearl                                                                        | JP28 (3 Wo.)JP | Erstveröffentlichung: 17. Juli 2002      |
| 2002 | One Night at the Chapel                                                      | — | Erstveröffentlichung: 7. November 2002   |
| 2003 | Escape                                                                       | JP30 (4 Wo.)JP | Erstveröffentlichung: 27. August 2003    |
| 2004 | Ivory III                                                                    | JP2 Gold · (23 Wo.)JP | Erstveröffentlichung: 16. Juni 2004      |
| 2004 | She is                                                                       | JP27 (5 Wo.)JP | Erstveröffentlichung: 3. November 2004   |
| 2005 | Dream Tour Final at Budokan 2004                                             | — | Erstveröffentlichung: 16. März 2005      |
| 2006 | 20051211Ivory                                                                | JP288 (1 Wo.)JP | Erstveröffentlichung: 22. Februar 2006   |
| 2006 | Milestone                                                                    | JP40 (5 Wo.)JP | Erstveröffentlichung: 22. November 2006  |
| 2008 | I Love a Piano                                                               | JP52 (5 Wo.)JP | Erstveröffentlichung: 14. Februar 2008   |
| 2009 | Corridor                                                                     | JP61 (5 Wo.)JP | Erstveröffentlichung: 25. November 2009  |
| 2011 | 25th Anniversary Premium Best Album Miki’s Affections アンソロジー 1986–2011 | JP14 (22 Wo.)JP | Erstveröffentlichung: 9. März 2011       |
| 2013 | Dialogue: Miki Imai Sings Yuming Classics                                    | JP3 Gold · (23 Wo.)JP | Erstveröffentlichung: 9. Oktober 2013    |
| 2015 | Colour                                                                       | JP9 (11 Wo.)JP | Erstveröffentlichung: 20. Mai 2015       |
| 2015 | Premium Ivory -The Best Songs Of All Time-                                   | JP2 Gold · (38 Wo.)JP | Erstveröffentlichung: 7. Juli 2015       |
| 2018 | Sky                                                                          | JP13 (19 Wo.)JP | Erstveröffentlichung: 6. Juni 2018       |
| 2020 | Classic Ivory 35th Anniversary Orchestral Best                               | JP20 (10 Wo.)JP | Erstveröffentlichung: 11. November 2020  |

grau schraffiert: keine Chartdaten aus diesem Jahr verfügbar

### Singles
| Jahr | Titel Album                                              | Höchstplatzierung, Gesamtwochen, AuszeichnungChartsChartplatzierungen (Jahr, Titel, Album, Platzierungen, Wochen, Auszeichnungen, Anmerkungen) | Anmerkungen                              |
| Jahr | Titel Album                                              | JP | Anmerkungen                              |
| ---- | -------------------------------------------------------- | --- | ---------------------------------------- |
| 1986 | Tasogare no Monorogu –                                   | — | Erstveröffentlichung: 21. Mai 1986       |
| 1987 | Yasei no Kaze –                                          | JP24 (14 Wo.)JP | Erstveröffentlichung: 1. Juli 1987       |
| 1988 | Shizuka ni Kita Sorichudo –                              | JP25 (7 Wo.)JP | Erstveröffentlichung: 5. März 1988       |
| 1988 | Kanojo to Tip on Duo –                                   | JP8 (14 Wo.)JP | Erstveröffentlichung: 17. August 1988    |
| 1989 | Boogie-Woogie Lonesome High-Heel –                       | JP14 (9 Wo.)JP | Erstveröffentlichung: 17. Mai 1989       |
| 1989 | Hitomi ga Hohoemukara –                                  | JP9 Gold · (50 Wo.)JP | Erstveröffentlichung: 8. November 1989   |
| 1991 | Piece of My Wish –                                       | JP1 ×3Dreifachplatin · (29 Wo.)JP | Erstveröffentlichung: 7. November 1991   |
| 1992 | Blue Moon Blue –                                         | JP12 Gold · (15 Wo.)JP | Erstveröffentlichung: 6. November 1992   |
| 1993 | Bluebird –                                               | JP12 (10 Wo.)JP | Erstveröffentlichung: 28. Juli 1993      |
| 1994 | Miss You –                                               | JP1 Platin · (16 Wo.)JP | Erstveröffentlichung: 18. Juli 1994      |
| 1995 | Ruby –                                                   | JP20 Gold · (14 Wo.)JP | Erstveröffentlichung: 12. Juli 1995      |
| 1996 | Pride –                                                  | JP1 ×4Vierfachplatin · (27 Wo.)JP | Erstveröffentlichung: 4. November 1996   |
| 1997 | Drive ni Tsuretette –                                    | JP15 Gold · (10 Wo.)JP | Erstveröffentlichung: 18. Juni 1997      |
| 1997 | Watashi wa Anata no Sora ni Naritai / Shiro no Warutsu – | JP32 (8 Wo.)JP | Erstveröffentlichung: 21. November 1997  |
| 1998 | Flowers –                                                | JP30 Gold · (4 Wo.)JP | Erstveröffentlichung: 28. Oktober 1998   |
| 1999 | Kōri no Yōni Hohoende / Smiling Girls –                  | JP35 (7 Wo.)JP | Erstveröffentlichung: 13. Januar 1999    |
| 1999 | Sleep My Dear –                                          | JP25 (8 Wo.)JP | Erstveröffentlichung: 19. Mai 1999       |
| 2000 | Goodbye Yesterday –                                      | JP5 Platin · (19 Wo.)JP | Erstveröffentlichung: 9. Februar 2000    |
| 2000 | Tsukiyo no Koibitotachi –                                | JP27 (4 Wo.)JP | Erstveröffentlichung: 24. Mai 2000       |
| 2001 | Shiosai –                                                | JP38 (6 Wo.)JP | Erstveröffentlichung: 25. Juli 2001      |
| 2002 | Hohoemi no Hito –                                        | JP25 (3 Wo.)JP | Erstveröffentlichung: 9. Mai 2002        |
| 2003 | Honto no Kimochi –                                       | — | Erstveröffentlichung: 30. Juli 2003      |
| 2004 | Omoide ni Sasagu –                                       | — | Erstveröffentlichung: 14. Oktober 2004   |
| 2005 | Ai o uta –                                               | JP24 (12 Wo.)JP | Erstveröffentlichung: 27. Juli 2005      |
| 2006 | Toshishita no Suifu –                                    | JP121 (2 Wo.)JP | Erstveröffentlichung: 25. Oktober 2006   |
| 2007 | Inori –                                                  | JP79 (2 Wo.)JP | Erstveröffentlichung: 7. November 2007   |
| 2009 | Takaramono –                                             | JP67 (2 Wo.)JP | Erstveröffentlichung: 16. September 2009 |
| 2009 | Hitohira –                                               | JP123 (1 Wo.)JP | Erstveröffentlichung: 28. Oktober 2009   |
| 2011 | Memories –                                               | JP127 (1 Wo.)JP | Erstveröffentlichung: 9. Februar 2011    |

### Videoalben
| Jahr | Titel                                                      | Höchstplatzierung, Gesamtwochen, AuszeichnungChartsChartplatzierungen (Jahr, Titel, Platzierungen, Wochen, Auszeichnungen, Anmerkungen) | Anmerkungen                              |
| Jahr | Titel                                                      | JP | Anmerkungen                              |
| ---- | ---------------------------------------------------------- | --- | ---------------------------------------- |
| 1987 | Passage                                                    | — | Erstveröffentlichung: 21. Oktober 1987   |
| 1990 | Miki Imai A-Live: For Retour                               | — | Erstveröffentlichung: 21. Dezember 1990  |
| 1993 | Miki Imai Peace Clips                                      | — | Erstveröffentlichung: 17. September 1993 |
| 1994 | Tour de Miki: Flow into Space Live                         | — | Erstveröffentlichung: 18. März 1994      |
| 1994 | A Place in the Sun Films                                   | — | Erstveröffentlichung: 18. November 1994  |
| 1995 | Profile                                                    | — | Erstveröffentlichung: 21. April 1995     |
| 1995 | Love of My Life Films                                      | — | Erstveröffentlichung: 20. Oktober 1995   |
| 1996 | Thank You                                                  | — | Erstveröffentlichung: 21. Juni 1996      |
| 1998 | Monument                                                   | — | Erstveröffentlichung: 25. März 1998      |
| 2001 | Goodbye Yesterday and Hello Tomorrow                       | — | Erstveröffentlichung: 24. Januar 2001    |
| 2001 | Imai Miki Tour 1999 "Mirai"                                | — | Erstveröffentlichung: 24. Januar 2001    |
| 2001 | Imai Miki Tour 2000 In Club Hemingway                      | — | Erstveröffentlichung: 21. Februar 2001   |
| 2002 | Hohoemi no Hito                                            | — | Erstveröffentlichung: 19. September 2002 |
| 2002 | One Night at the Chapel                                    | — | Erstveröffentlichung: 7. November 2002   |
| 2004 | Miki Imai Live at Orchard Hall                             | — | Erstveröffentlichung: 4. August 2004     |
| 2005 | Dream Tour Final at Budokan 2004                           | — | Erstveröffentlichung: 16. März 2005      |
| 2006 | Tonight’s Live Ivory                                       | JP182 (1 Wo.)JP | Erstveröffentlichung: 22. Februar 2006   |
| 2007 | 20th Anniversary Concert "Milestone"                       | JP114 (2 Wo.)JP | Erstveröffentlichung: 7. Juli 2007       |
| 2008 | Miki Imai Live at Blue Note Tokyo                          | — | Erstveröffentlichung: 5. November 2008   |
| 2008 | Miki Imai Concert Tour 2008                                | JP154 (1 Wo.)JP | Erstveröffentlichung: 25. März 2008      |
| 2014 | Concert Tour 2014 “Dialogue” -Live at Osaka Festival Hall- | JP233 (1 Wo.)JP | Erstveröffentlichung: 10. Dezember 2014  |
| 2017 | Miki Imai 20th Anniversary Concert “Milestone”             | — | Erstveröffentlichung: 8. März 2017       |

grau schraffiert: keine Chartdaten aus diesem Jahr verfügbar

## Filmografie (Auswahl)
- 1986: Inujini sesi mono
- 1991: Tränen der Erinnerung – Only Yesterday (Stimme)
- 1991: Ashita ga aru kara (Fernsehserie, 10 Folgen)
- 1999: Yomigaeru kinrô (Fernsehserie, 9 Folgen)
- 2007: Zô no senaka